# Antoine de Plas de Tanes
Pour les articles homonymes, voir de Plas et Plas.
Antoine-René de Plas de Tanes, chevalier et comte de Plas.

## Biographie
Fils et héritier de Jean-Jacques de Plas de Tanes, seigneur de Montal, Antoine-René commença une carrière militaire et devint capitaine de dragons (dragon (militaire)). Décoré chevalier de l'ordre de Saint-Louis, il se retira à Montal avant de se présenter aux États généraux de la noblesse en Quercy.
Choisi comme député, c'est-à-dire délégué de son ordre, il partit siéger à Versailles avec le marquis de Lavalette-Parizot (qui mourut rapidement) et le duc de Gontaut-Biron et de Lauzun. Leur suppléance était assurée par le marquis Étienne Henri d'Escayrac Lauture et le comte de Saint-Exupéry. Le premier aurait dû remplacer le marquis de Lavalette, mais il préféra rester en Quercy pour tenter de limiter les exactions, avant d'être tué.
En 1792, le comte de Plas préféra émigrer comme nombre de ses proches. Son château fut saccagé et transformé en auberge. Il lui fut restitué après les troubles, mais le comte préféra le céder à son cousin de Plas de Curemonte.